# Guy Gavriel Kay
Pour les articles homonymes, voir Kay.
Œuvres principales
- Série La Tapisserie de Fionavar
- Série La Mosaïque de Sarance
- Tigane
- Les Lions d'Al-Rassan

Guy Gavriel Kay, né le 7 novembre 1954 à Weyburn, est un écrivain canadien, spécialisé dans la fantasy historique.
Il a participé à l'édition du Silmarillion de l'écrivain britannique J. R. R. Tolkien que l'on doit à  Christopher Tolkien (le troisième fils de ce dernier), avant de publier des romans sous son propre nom.

## Biographie
Guy Gavriel Kay est né le 7 novembre 1954 à Weyburn, en Saskatchewan et a grandi à Winnipeg. Son père est chirurgien et sa mère artiste. Au cours de son enfance, il se passionne pour les contes de fées et la mythologie grecque et découvre la fantasy avec les œuvres de Fritz Leiber, Lord Dunsany, E. R. Eddison et J. R. R. Tolkien.
En 1974, alors qu'il est étudiant en philosophie à l'université du Manitoba, il est engagé par Christopher Tolkien pour l'assister dans son travail sur Le Silmarillion car ses parents sont des amis des parents de l'épouse de Christopher Tolkien. Il assiste Christopher Tolkien, qui assemble, amende et harmonise de nombreux écrits de J. R. R. Tolkien afin de composer ce qui sera publié sous le titre le Silmarillion, avant de retourner au Canada en 1976 où il poursuit des études de droit à l'université de Toronto, obtenant son diplôme en 1978.
Il est ensuite scénariste de la série radiophonique The Scales of Justice (1982-1989), produite par Radio-Canada et qui se base sur des affaires judiciaires canadiennes. De 1984 à 1986, il publie ses premiers romans, la trilogie de fantasy La Tapisserie de Fionavar, (avec L'Arbre de l'été, Le Feu vagabond et La Voie obscure). Cette série, de facture très classique, reçoit un très bon accueil. Le tome 2 (Le Feu vagabond) reçoit le prix Casper (renommé prix Aurora depuis 1990) du roman anglais en 1987.
Il développe par la suite un univers plus personnel, souvent qualifié de fantasy historique. Ses romans ont maintenant en commun de se situer dans un monde imaginaire, mais s'inspirant très fortement de l'Histoire. La magie et le surnaturel sont très peu présents, voire absents, contrairement à la fantasy classique.
Les romans Tigane et La Chanson d'Arbonne s'inspirent respectivement de l'Italie et de la France médiévales. Guy Gavriel Kay reçoit à nouveau le prix Aurora en 1991 pour Tigane. Le roman Les Lions d'Al-Rassan s'inspire de l'Espagne de la Reconquista, plus précisément de la fin de la période du califat de Cordoue, et s'inspire notamment de la vie de Rodrigo Diaz de Bivar dit le Cid. Vient ensuite la série La Mosaïque de Sarance, qui s'inspire très fortement de l'histoire de l'Empire byzantin sous le règne de Justinien et Théodora (qui dura de 527 à 565).
En 2005, il publie Le Dernier Rayon du soleil, qui se situe quant à lui dans un environnement basé sur les vikings et les anglo-saxons. Ysabel, paru en 2007, baigne dans une atmosphère provençale et reçoit le prix World Fantasy l'année suivante. En 2010, Sous le ciel explore un univers basé sur la Chine au temps de la dynastie Tang.
En 2010, ses romans ont été traduits en 22 langues et ils se sont vendus à plus de deux millions d'exemplaires.
Il est marié à Laura Beth Cohen avec qui il a eu deux garçons.

## Œuvres

### SérieLa Tapisserie de Fionavar
1. L'Arbre de l'été, Québec/Amérique, 1994 ((en) The Summer Tree, 1984), trad. Élisabeth VonarburgRéédition, Pygmalion, 1996 ; réédition, L'Atalante, coll. « Neptune », 2025
2. Le Feu vagabond, Québec/Amérique, 1995 ((en) The Wandering Fire, 1986), trad. Élisabeth VonarburgRéédition, Pygmalion, 1996 ; réédition, L'Atalante, coll. « Neptune », 2025 (à paraître le 21 août 2025)
3. La Route obscure, Québec/Amérique, 1995 ((en) The Darkest Road, 1986), trad. Élisabeth VonarburgRéédition sous le titre La Voie obscure, Pygmalion, 1997 ; réédition, L'Atalante, coll. « Neptune », 2025 (à paraître le 1er novembre 2025)

### UniversLa Mosaïque de Sarance/La Mosaïque sarantine

#### SérieLa Mosaïque de Sarance
1. Le Chemin de Sarance, Buchet/Chastel, 2001 ((en) Sailing to Sarantium, 1998), trad. Élisabeth VonarburgRéédition dans une nouvelle traduction de Mikael Cabon sous le titre Voile vers Sarance, L'Atalante, coll. « La Dentelle du cygne », 2019
2. Le Seigneur des empereurs, Buchet/Chastel, 2001 ((en) Lord of Emperors, 2000), trad. Élisabeth VonarburgRéédition dans une nouvelle traduction de Mikael Cabon, L'Atalante, coll. « La Dentelle du cygne », 2020

#### Romans indépendants
1. Le Dernier Rayon du soleil, Alire, 2005 ((en) The Last Light of the Sun, 2005), trad. Élisabeth VonarburgRéédition dans une nouvelle traduction de Mikael Cabon sous le titre Les Derniers Feux du soleil, L'Atalante, coll. « La Dentelle du cygne », 2021
2. Les Lions d'Al-Rassan, Alire, 1999 ((en) The Lions of Al-Rassan, 1995), trad. Élisabeth Vonarburg
3. Un éclat d'antan, Alire, 2020 ((en) A Brightness Long Ago, 2019), trad. Élisabeth VonarburgRéédition dans une nouvelle traduction de Mikael Cabon sous le titre Comme un diamant dans ma mémoire, L'Atalante, coll. « La Dentelle du cygne », 2023
4. Toutes les mers du monde, Alire, 2024 ((en) All the Seas of the World, 2022), trad. Élisabeth VonarburgRéédition dans une nouvelle traduction de Mikael Cabon sous le titre Sur toutes les vagues de la mer, L'Atalante, coll. « La Dentelle du cygne », 2025
5. Enfants de la terre et du ciel, Alire, 2017 ((en) Children of Earth and Sky, 2016), trad. Élisabeth VonarburgRéédition dans une nouvelle traduction de Mikael Cabon, L'Atalante, coll. « La Dentelle du cygne », 2018

### SérieLes Chevaux célestes
1. Sous le ciel, Alire, 2012 ((en) Under Heaven, 2010), trad. Élisabeth VonarburgRéédition dans une nouvelle traduction de Mikael Cabon sous le titre Les Chevaux célestes, L'Atalante, coll. « La Dentelle du cygne », 2014
2. Le Fleuve des étoiles, Alire, 2014 ((en) River of Stars, 2013), trad. Élisabeth VonarburgRéédition dans une nouvelle traduction de Mikael Cabon sous le titre Le Fleuve céleste, L'Atalante, coll. « La Dentelle du cygne », 2016

### Romans indépendants
- Tigane, L'Atalante, coll. « La Dentelle du cygne », 1998 ((en) Tigana, 1990), trad. Corinne Faure-Geors
- La Chanson d'Arbonne, L'Atalante, coll. « La Dentelle du cygne », 1997 ((en) A Song for Arbonne, 1992), trad. Hélène Rioux
- Ysabel, Alire, 2007 ((en) Ysabel, 2007), trad. Élisabeth Vonarburg
- (en) Written on the Dark, 2025

### Recueil de poèmes
- (en) Beyond This Dark House, 2003

## Récompenses
- 1987 : prix Aurora pour Le Feu vagabond[6]
- 1991 : prix Aurora pour Tigane[6]
- 2008 : prix World Fantasy du meilleur roman pour Ysabel[7]
- 2011 : prix Sunburst pour Sous le ciel[8]
- 2015 : prix Elbakin.net du meilleur roman étranger pour Les Chevaux célestes[9]
- 2017 : prix Elbakin.net du meilleur roman étranger pour Le Fleuve céleste[10]

Tigane et La Mosaïque de Sarance ont également été nommés pour le prix World Fantasy. Ysabel a obtenu la deuxième place au prix Locus du meilleur roman de fantasy 2008 et Tigane la troisième place au prix Locus du meilleur roman de fantasy 1991.